# Final (Java)

En langage Java, le mot-clé final indique qu'un élément ne peut être changé dans la suite du programme. Il peut s'appliquer aux méthodes et attributs d'une classe et à la classe elle-même. Aussi, il peut s'appliquer sur les paramètres d'une méthode et sur les variables locales. Selon le contexte, on utilise final dans un souci de conception ou d'optimisation.
Il est aussi utilisé avec le même rôle en PHP depuis la version 5 (en 2004).

## Méthodes
Une méthode indiquée comme final ne peut être redéfinie dans une classe dérivée.
Exemple :
```
public
 
class
 
MaClass
 
{

    
public
 
final
 
void
 
uneMethode
()
 
{

        
...

    
}

}

```

On peut s'en servir pour forcer le comportement d'une méthode dans les sous-classes.

## Attributs de classe ou d'objet
Appliqué à un attribut de type primitif, ce dernier devient une constante. L'affectation doit être effectuée, au plus tard, dans le constructeur de la classe. Le fonctionnement est un peu différent sur un type objet : c'est la référence vers l'objet qui devient constante et non sa valeur. Ce dernier point s'applique également aux tableaux qui sont aussi des références.
Exemple :
```
public
 
final
 
class
 
MaClass
 
{

    
public
 
final
 
double
 
PI
 
=
 
3.14159
;
 
// Impossible de modifier la valeur

    
public
 
final
 
double
[]
 
tailles
 
=
 
{
50.2
,
 
60.8
};

    
public
 
void
 
uneMethode
()
 
{

        
tailles
[
0
]
 
=
 
99
;
 
// fonctionne car tailles est une référence sur un tableau

    
}

}

```

## Classes
Les classes final ne peuvent être dérivées.
Exemple :
```
public
 
final
 
class
 
ClasseFinal
 
{

    
...

}

```

Cela peut être fait dans un souci d'efficacité ou pour empêcher l'utilisateur d'en faire une utilisation non appropriée dans la classe dérivée.
De nombreuses classes de la bibliothèque standard Java sont déclarées comme final telles que java.lang.System ou java.lang.String.

## Paramètres de méthode
Le mot clef final peut aussi être utilisé pour le paramètre d'une méthode dont on est sûr qu'elle ne va pas changer de référence :
```
public
 
static
 
int
 
addition
(
final
 
int
 
a
,
 
final
 
int
 
b
){

    
return
 
a
 
+
 
b
;

}

```

## Variables locales
Une autre utilisation du mot clef final est dans les variables locales. Elle suit la même règle, c'est-à-dire qu'on est sûr que la variable ne va pas changer.
```
public
 
static
 
int
 
ajouterCinq
(
final
 
int
 
a
){

    
final
 
int
 
b
 
=
 
5
;

    
return
 
a
 
+
 
b
;

}

```